# Psychotria alatipes
Espèce
Psychotria alatipes Wernham est une espèce d'arbrisseaux de la famille des Rubiacées et du genre Psychotria, présente au Cameroun, au Nigeria et au Gabon.